# Horas de Felipe el Temerario
Las Horas de Felipe el Temerario es un libro de horas iluminado producido en París a finales del siglo XIV para Felipe el Temerario, duque de Borgoña (1363-1404). Contiene calendarios ilustrados, iniciales adornadas y once grandes miniaturas con bordes de hiedra, siguiendo la liturgia de París. El manuscrito tiene un uso devocional. Se dice que Felipe recitaba sus oraciones diarias a partir de este códice. Sus horas, que contienen casi doscientas imágenes, es uno de los manuscritos más mundanos que han sobrevivido de la biblioteca de los duques borgoñones. Actualmente se encuentra en el MS. 3-1954, en el Museo Fitzwilliam de Cambridge.

## Historia

### Encargo

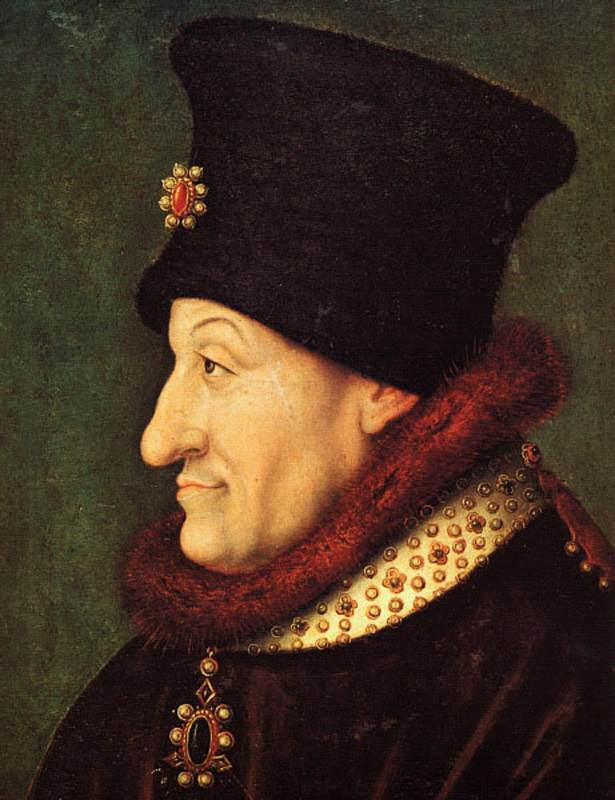
Felipe el Temerario,, óleo sobre tabla

Felipe el Temerario fue el primero de los cuatro duques valois de Borgoña y, tras heredar el territorio de tres generaciones de descendientes, lo controló desde 1363 hasta 1404. Los rasgos estilísticos del manuscrito indican que fue realizado en París pocos años después de que Felipe se convirtiera en duque de Borgoña. El manuscrito se realizó en dos etapas principales.La primera etapa se inició en 1376 por Felipe el Temerario y se pagó en 1379, con algunos textos e imágenes suplementarios añadidos en 1390. Guillaume de Valen, confesor de Felipe, encargó la producción de las horas a artesanos de la comunidad parisina que también trabajaban para el hermano del duque, el rey Carlos V de Francia. La creación de los manuscritos por artesanos en lugar de monjes se convirtió en un modelo común de producción a finales del periodo medieval. En 1451, artistas flamencos completaron una segunda etapa de las horas para el nieto y heredero de Felipe, Felipe el Bueno (1419-1467).

### Artistas
Entre los artistas que participaron en su creación figuran el Maestro de la Biblia de Jean de Sy (Flandes), el Maestro de las Grandes Horas, el Maestro del Trono de la Misericordia, el Maestro del Libro de la Coronación de Carlos V con la ayuda de Willem Vrelant, Jean Le Tavernier (Flandes), Dreux Jean (Flandes) y otros. Se cree que el artista flamenco Alexander Bening contribuyó a la creación de las horas en el siglo XV. Fue el primer artista que ilustró los bordes con representaciones realistas de flores, joyas y animales. Dos artistas son responsables de las miniaturas del libro de oraciones de Felipe. Eric Millar identificó al artista que probablemente pintó las escenas del calendario y diez de las once grandes miniaturas como el Maestro de Boquetaux. Sin embargo, se especula que otro artista, posiblemente un seguidor cercano del círculo del Maestro Boquetaux, también pintó las escenas del calendario y diez de las once grandes miniaturas. El segundo artista del manuscrito no es tan hábil, pero procede del mismo taller. El nombre del Maestro Boquetaux deriva de los árboles agrupados en forma de parasol, un elemento destacado de su obra.También destacan en su obra las páginas de fondo, formadas por marcos cuadrilobulados alrededor de las miniaturas, y las pequeñas escenas pintadas en la parte inferior de la página.
La miniatura de la Anunciación a los pastores muestra ejemplos de los pequeños espinillos o matorrales característicos del Maestro de Boquetaux.

### Procedencia
En 1404, las Horas de Felipe el Temerario, un libro de oraciones y textos adicionales, y toda la biblioteca de Felipe pasaron a su heredero, Juan I de Borgoña. Tras el asesinato de Juan en 1419, los dos libros fueron entregados al joven Felipe el Bueno, tercer duque de Borgoña. Después de 1419, se hicieron muchos cambios en el primer volumen, ya que se alteró para la viuda de Juan, Margarita de Baviera, y más tarde para su hijo Felipe el Bueno. Hacia 1450, Felipe el Bueno había refundido el gran manuscrito en dos volúmenes; el primero, conservado en el Museo Fitzwilliam, contiene las 150 imágenes encargadas por Felipe el Temerario con diecisiete iluminaciones del siglo XV. Es probable que este volumen, que contenía la parte anterior del texto, se separara de la colección ducal tras la muerte de Felipe el Bueno. Este volumen no fue adquirido hasta cuatro siglos más tarde por un coleccionista inglés. El segundo volumen, conservado en Bruselas (Bibliothèque royale de Belgique, MS 11035-37), consta únicamente de imágenes del siglo XV.

## Uso devocional
El texto y las miniaturas hacen referencia a las reliquias sagradas que se conservan en la Sainte-Chapelle, construida por San Luis. En el Mémoir de la couronne, en el f. 226, se representa a un hombre que parece ser Felipe, vestido con una túnica rosa, arrodillado bajo unas cortinas doradas frente a un altar en el que se exhiben la Corona de Espinas y las reliquias de la cabeza de un obispo y un rey. La conexión devocional con la Corona de Espinas, la Vera Cruz y otras reliquias conservadas en la Sainte-Chapelle queda establecida por la serie de Memorie o Sufragios que comienza en el f. 226.Los devotos utilizaban el manuscrito para rezar a María y a los santos como si fueran mediadores, por lo que el propio manuscrito actuaba como un santuario indirecto. 

## Descripción
En algunos manuscritos, los escribas dejaban instrucciones detalladas para los artistas en las zonas en blanco de las páginas.Ciertos temas se convirtieron en algo tan habitual que los artistas habrían entendido las instrucciones con solo una pista. Los iluminadores de los libros de horas estaban especialmente acostumbrados a estas notas al margen, por lo que se puede especular que el iluminador de este manuscrito habría sabido, por pequeñas palabras guía, lo que requería una imagen. Por ejemplo, palabras clave como rois indicaban al iluminador que una página requería una imagen con todo detalle de una narración como la Adoración de los Magos. Estas notas al margen indicaban que los iluminadores sabían leer. Horas como esta incluían elaboradas decoraciones iluminadas en los bordes y miniaturas ilustradas para mostrar la piedad, el privilegio y el estatus de cada uno.

### Materiales
El texto estaba compuesto de tintas de diferentes colores en todo el manuscrito. Los encabezamientos probablemente eran rojos, ya que era el color más adecuado. El rojo y el bermellón eran comunes en toda Europa desde la Antigüedad, ya que ambos eran tintas de calidad que fluían fácilmente de una pluma. Otros colores, como la tinta azul, tenían componentes que hacían que el pigmento fuera demasiado arenoso para escribir con él. También se utilizaban tintas de diferentes colores en los calendarios de este manuscrito. Los calendarios solían aparecer al principio de los libros de horas y constaban de listas de los días de los santos de cada mes del año. Los nombres de los santos se escribían a menudo en negro y las fiestas importantes, como la Pascua o la Navidad, en rojo. La tinta de color se utilizaba para mostrar el estatus, y las fiestas menores se escribían en negro, las de nivel medio en rojo y las importantes en dorado o azul. 

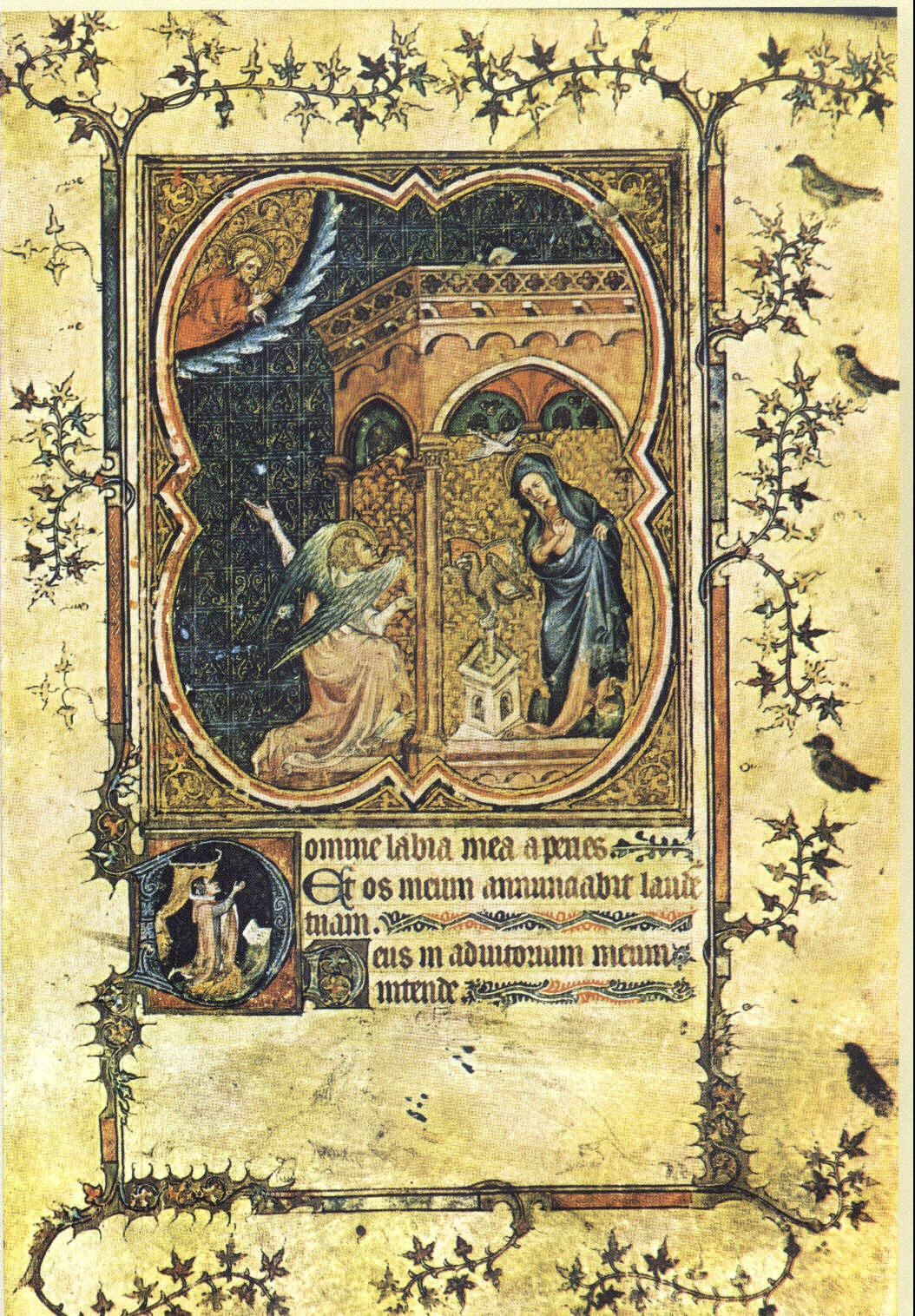
Anunciación, Folio 13r

### Miniaturas
Las miniaturas se añadían al manuscrito para ayudar a los lectores a comprender la narración religiosa, en lugar de ocupar una larga página de texto. Esto hacía que la lectura del manuscrito fuera más agradable, especialmente para quienes no sabían leer. El texto de un libro de Horas nunca incluía narraciones religiosas como la Anunciación en Maitines o la Natividad de Cristo en Prima. En el caso de los manuscritos como las Horas de Felipe el Temerario, las imágenes no eran meras ilustraciones del texto, sino herramientas para reconocer rápidamente las diversas secciones del manuscrito. Las imágenes se utilizaban principalmente para familiarizarse con la apertura de cada porción del texto. Las ilustraciones siguen generalmente un orden establecido. Es posible que esto se hiciera para que las imágenes ayudaran en la meditación. Las miniaturas también podrían representar acontecimientos de la vida de la Virgen María en horas específicas del día.
Cada una de las once grandes miniaturas ocupa tres cuartas partes de una página. Están enmarcadas por cuatrifolios dentro de rectángulos decorados con esquinas foliadas en oro. Las molduras estaban pintadas en rojo, blanco y azul, como era habitual en los manuscritos parisinos del siglo XIV encargados por los mecenas de la corte.

### Iconografía

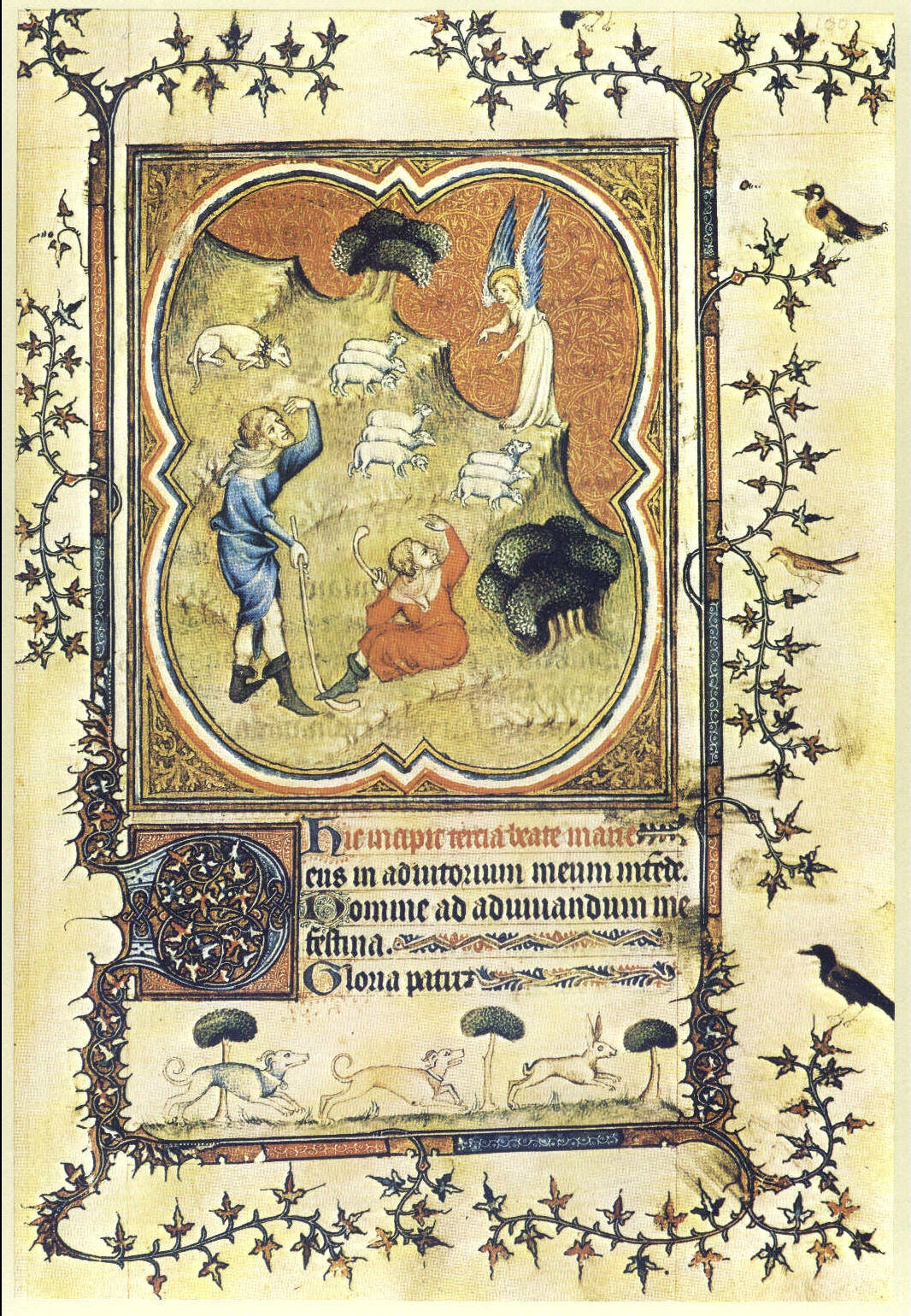
Anunciación a los pastores, Folio 100r

Debajo de una miniatura de la Anunciación en el folio 13v, la inicial D representa una figura situada bajo una cortina dorada delante de una decoración mural cubierta de flores de lis. Se ha sugerido que esta figura representa a Felipe el Hermoso. Como en las escenas tradicionales de la Anunciación, el arcángel Gabriel aparece por el lado izquierdo de la escena y señala a los ángeles del cielo y a Dios con un movimiento dramático. 
En la Anunciación a los pastores del folio 100r, dos pastores sostienen houlettes, herramientas utilizadas para recoger piedras y arrojarlas a las ovejas desobedientes cuando se alejan del rebaño. Un perro lleva un collar de púas para proteger a los pastores y a las ovejas de los ataques de lobos o bandidos. El perro contempla con desconfianza al ángel que se cierne sobre la escena.